# 曹冲
曹沖（196年—208年），字倉舒，沛國譙縣（今安徽亳州）人，东漢末年人物，曹操之庶子，由環夫人所生，有神童之名声，但因病早卒。

## 生平
曹沖生性温厚，通情达理。当时魏国由于经常发生战争，所以采用严刑峻法来约束人民。有一次，曹操的馬鞍在仓库被老鼠咬破，守卫仓库的官吏們认为必被處死無疑，商议着要去自首，惶恐不已。曹沖得知此事後，叫他们先等几天。曹沖拿刀刺破自己的衣服，讓它們看起来像被老鼠咬破，然後假装為此很失意，脸上显露出发愁的神情，告訴曹操说：「世俗的人认为衣服被老鼠咬破，对衣服的主人不吉利，现在我的衣服也被咬了，所以发愁。」曹操说：「这是胡说，有甚麼好担心的呢？」不久曹操听说了马鞍被咬的事，就笑着说：「我兒子的絲帛衣服就放在身边都被老鼠咬了，何况是挂在柱子上的马鞍呢？」於是没有追究任何人。还有很多犯下罪过的人，按照刑法应该被处死，都依靠曹沖的辩解得到了宽大的处理。曹操把这些事情对大臣们说，表示有意讓曹沖繼承大業。

### 曹沖秤象
曹沖自小生性聰慧，五、六岁的时候，智力就和成人相仿。孙权曾送给曹操一头大象，曹操想知道大象的重量，问遍了手下的人，都想不出称象之法，因为没有那么大的秤。曹冲想出一法：把大象放进船裡，记录水位到达船舷的位置；牵出大象，将石块往船上装，直到水位到达先前记录的位置；然后分批称出石块的重量，並叠加得出总重量。这总重量即等于大象的重量。曹操非常高兴，按照他说的方法称出了大象的重量。

### 病逝
建安十三年，曹沖病重不治，去世时虚岁仅十三岁。曹操十分難過，曹丕寬慰曹操，曹操道：「此我之不幸，而汝曹之大幸也」。曹操亦因此而悔杀华佗。（“太祖叹曰，吾悔杀华佗。”《三国志》）曹操欲求合葬於司空掾邴原亡女，邴原以「嫁殤非禮」拒絕，後與甄氏亡女合葬，追贈騎都尉印綬，黃初二年追贈諡「鄧哀侯」，後於同年八月丙午日（9月12日）追加為「邓哀公」，之后又追加为“邓哀王”。

### 生卒年
學者普遍遵從《三國志》本傳記載，認為曹沖卒於建安十三年，即208年。然據清人丁晏《曹集銓評》增輯的〈倉舒誄〉序文：「建安十二年五月甲戌，童子曹倉舒卒，乃作誄曰」，「建安十二年」為207年，「五月甲戌」為漢曆五月十四日，即儒略曆6月26日。誄文言「十三而卒」，以此回推生年，當在東漢興平二年，即195年。

## 争议

### 曹冲秤象
何焯认为孙权在建安十五年（210年）才派步骘出任交州刺史，士燮兄弟等人奉承东吴，只有在此之后才能获得亚洲象，但曹冲早已在建安十三年（208年）之前死去，所以曹冲秤象之事不真，而置船刻水的秤量方法可能早已有之。邵晋涵则指出《符子》中就记载了燕昭王命令水官用类似的方法秤量大猪。
陈寅恪认为曹冲秤象的故事出于印度佛典，他指出地处中原的曹魏境内无象，所以不得不与孙权进献之事混为一谈，这是比较民俗文学的通例；而秤象的故事多见于汉译佛典，如北魏吉迦夜共昙曜所译佛经《杂宝藏经·卷一·弃老国缘》中就有类似的故事，虽然《杂宝藏经》为北魏时所译，比西晋初年成书的《三国志》要晚，但《杂宝藏经》中所的很多内容见于汉译佛经之中，这个秤象的故事可能也是取材于早译出的佛经，或者是佛经虽然翻译完成，但书籍已经亡佚，无法考证，又或者是佛经没有被翻译，但是故事靠着口述流传到中国，被附会为曹冲的经历。季羡林也认为曹冲秤象的故事源自印度佛经《杂宝藏经》，“它也许在后汉时代就从口头上流传到中国来了”。
不过这一质疑主要依据是清代、近代较片面的自然地理、生物学常识，就直接质疑成书与事件相距仅几十年的《三国志》正文的记载。现代历史地理学、生物学研究并不支持陈寅恪等人的这一理论。历史地理学者曾经总结过大量正史中出现野象的记载，南北朝时今安徽、湖南、江苏，直至北宋时今湖北等地都出现过野象闯入被猎杀的记载。现代自然科学研究则说明亚洲象在前200年至580年的活动北界在秦岭淮河一带，580年至1050年间的北界仍在杭州湾、钱塘江，即使晚到1450年其活动北界仍可以包括福建省内的武夷山。孙权200年接掌江东时就被朝廷封为会稽太守，东汉会稽郡辖境南括今天福建省三明市、漳州市、龙岩市、南平市等地区，远在亚洲象活动北界（秦岭淮河）以南。
吴金华指出《艺文类聚》卷九十五引《江表传》也记载了曹冲秤象的故事，其记载中有“邓王冲尚幼”，与本传“生五六岁”契合，可知此事发生于建安五年至建安六年之间，当时孙权刚开始统治，献象求好是符合情理的，何焯所认为的巨象一定来自交州、必须是士燮奉承后才可获得巨象的观点未必可靠。彭华也指出陈寅恪的论点大有问题，按照历史地理学的研究表明大致在刘宋之前，长江以北尚有野象栖居，之后才限于江南，三国时期的吴国境内有象且由孙权进献给曹魏是完全有可能的。彭华还指出曹冲秤象的方法可能在古代早已有了，邵晋涵所引用《符子》的内容见于《初学记》和《太平御览》，细节虽不可深究，但也不可轻率否认，因为故事非常符合燕昭王“好神仙”的特点；故事合乎燕昭王时期燕国强大国势的背景；成书于东周时期的《考工记·轮人》已经反映在当时已经知道运用浮力检测木材的质量是否均匀，那么秤象的故事与中国的科技史相吻合；《符子》的作者符朗为东晋人，早于《杂宝藏经》的译者吉迦夜共昙。综合来说秤象的故事确实有可能发生于战国时期的燕国，或者说《符子》的内容有所依照，并非事出无因。

## 藝術形象

### 影視形象
- 1983年电影《华佗与曹操》：文纲饰演曹沖
- 2010年电视剧《三国》：安彭泽宇饰演曹沖
- 2017年電視劇《軍師聯盟》：劉錦輝饰演曹沖

### 動漫
- 动画《曹冲称象》：1982年，上海美术电影制片厂出品。
- 漫畫《火鳳燎原》（陳某）：在＂赤壁之戰篇＂後登場，在楊修指引下秤象。後來在曹操和曹真、曹休的見面中交代已經病故。

## 家庭

### 曾祖父
- 曹騰，被曾孫曹丕追尊為魏高帝。

### 祖父
- 曹嵩，被孫曹丕追尊為魏太帝。

### 父母
- 曹操，被其子曹丕追尊為魏武帝。
- 環夫人，曹沖之生母，因環夫人生曹沖，曹操長期寵愛環夫人。

### 兄弟
- 曹昂，曹操長子，戰死於穰，追封為豐悼王，曹鈞之子曹琬過繼。
- 曹鑠，早薨，侄魏明帝曹叡後追封其為相殤王。有子曹潜及孫曹偃，曹偃死後絕子嗣。
- 曹丕，220年稱帝為魏文帝。
- 曹彰，綽號「黃鬚兒」，為一勇將，曾大破代郡烏丸。223年封任城王。
- 曹植，擅長文學，曾作《洛神賦》。雖然得到曹操寵愛，但與其兄曹丕爭位失敗，從此在政治上無從施展抱負。225年立為陳王。
- 曹熊，早薨。
- 曹據，胞弟，太和六年（232年）封為彭城王。
- 曹宇，胞弟，太和六年（232年）封為燕王。
- 曹林，太和六年（232年）封為沛王。
- 曹袞，太和六年（232年）封為中山王。臨終病重時魏明帝曹叡對其愛護備至，死後又獲厚葬。
- 曹玹，建安十六年（211年）封為西鄉侯。
- 曹峻，太和六年（232年）封為陳留王。
- 曹矩，早薨。
- 曹幹，太和六年（232年）封為趙王。
- 曹上，早薨。
- 曹彪，太和六年（232年）封為楚王。嘉平三年（251年）與太尉王凌謀反事洩，被賜死。
- 曹勤，早薨。
- 曹乘，早薨。
- 曹整，建安廿二年（217年）封為郿侯。
- 曹京，早薨。
- 曹均，建安廿二年（217年）封為樊侯。
- 曹棘，早薨。
- 曹徽，太和六年（232年）封為東平王。
- 曹茂，與曹操及曹丕不和，太和六年（232年）封為曲陽王。

## 評價
- 陳壽《三国志》：“少聪察岐嶷，生五六岁，智意所及，有若成人之智。”（《三国志·魏书二十·武文世王公传第二十》）
- 《魏书》：“冲每见当刑者，辄探睹其冤枉之情而微理之。及勤劳之吏，以过误触罪，常为太祖陈说，宜宽宥之。辨察仁爱，与性俱生，容貌姿美，有殊於众，故特见宠异。”
- 曹丕：“咨尔邓哀侯冲，昔皇天锺美於尔躬，俾聪哲之才，成於弱年。当永享显祚，克成厥终。如何不禄，早世夭昬！”“於惟淑弟，懿矣纯良。诞丰令质，荷天之光。既哲且仁，爰柔克刚。彼德之容，兹义肇行。”（《艺文类聚》四十五《古文苑》）
- 曹丕登基稱帝後曾對大臣說：「若使倉舒在，我亦無天下。」
- 曹植：“于惟淑弟，懿矣纯良。诞丰令质，荷天之光。既哲且仁，爰柔克刚。彼德之容，慈我聿行。宜逢分祚，以永无疆。如何昊天，凋斯俊英。呜呼哀哉！惟人之生，忽若朝露，促促百年，亹亹行暮。矧尔既夭，十三而卒；何辜于天，景命不遂。”（《曹子建文集》）
- 邵博：“魏武之子仓舒，十三而存，则汉之存亡虽未可知，必不至于杀荀文若辈矣。则夫之寿夭，所系者可胜言耶。”（《邵氏闻见后录》）
- 叶适：“仓舒童孺，而有仁人之心，并舟称象，为世开智物理，盖天禀也。”（《习学记言》）
- 刘克庄：“全活啮鞍吏，平章秤象船。丕乎真有幸，舒也竟无年。”（《刘克庄诗选》）
- 胡应麟：“诗未有三世传者，既传而且煊赫，仅曹氏操、丕、睿耳。然白马名存钟《品》，则彪当亦能诗。又任城武力绝人，仓舒智慧出众。阿瞒何徳，挺育多才？生子如此，孙仲谋辈讵足道哉！”（《诗薮》）

## 延伸阅读
[在维基数据编辑]
 《三國志·卷20》，出自陳壽《三國志》

## 文內注釋
1. ↑  《三国志·卷二十·魏书二十·武文世王公传第二十》：时军国多事，用刑严重。太祖马鞍在库，而为鼠所齧，库吏惧必死，议欲面缚首罪，犹惧不免。冲谓曰：“待三日中，然后自归。”冲于是以刀穿单衣，如鼠齧者，谬为失意，貌有愁色。太祖问之，冲对曰：“世俗以为鼠齧衣者，其主不吉。今单衣见齧，是以忧戚。”太祖曰：“此妄言耳，无所苦也。”俄而库吏以齧鞍闻，太祖笑曰：“儿衣在侧，尚齧，况鞍县柱乎？”一无所问。冲仁爱识达，皆此类也。凡应罪戮，而为冲微所辨理，赖以济宥者，前后数十。太祖数对群臣称述，有欲传后意。
2. ↑  《三国志》魏志卷二十
3. 1 2  .   [2020-10-12]. （原始内容存档于2018-06-15）.
4. ↑  曹丕《贈謚鄧哀侯詔》：“惟黄初二年八月丙午，皇帝曰：……”
5. ↑  《义门读书记·卷二十六·三国志魏志》：孙策以建安五年死，时孙权初统事。至建安十五年，权遣步骘为交州刺史，士燮率兄弟奉承节度，此后或能致巨象，而仓舒已于建安十三年前死矣。知此事之妄饰也。置船刻水，疑算术中本有此法。
6. ↑  《南江札记·卷四》：《能改斋漫录》引《符子》所载燕昭王大冢，命水官浮舟而量之事，已在其前。
7. ↑  《三国志曹冲华佗传与佛教故事》《寒柳堂集》 中华书局 1959年 157-158页
8. ↑  季羡林. . . 三联书店. 1982年: 122页.
9. ↑  何业恒. . 湖南科学技术出版社. 1993年4月: 117–120. ISBN 7535711049.
10. ↑  文榕生. . . 山东科学技术出版社. 2009: 442–443页，446页. ISBN 978-7-5331-5183-6.
11. ↑  谭其骧，《中国历史地图集》东汉、扬州刺史部。
12. ↑  《艺文类聚·卷九十五·兽部下◇象》引《江表传》：孙权遣使诣献驯象二头，魏太祖欲知其斤重，咸莫能出其理，邓王冲尚幼，乃曰：置象大舡上，刻其所至，秤物以载之，校可知也，太祖大悦。
13. ↑  《三国志校诂》 江苏古籍出版社 1990年10月第一版 ISBN 978-7-80519-197-3 126页
14. ↑  彭华 《<华佗传><曹冲传>疏证——关于陈寅恪运用比较方法的一项检讨》 《史学月刊》2006年 第6期